# Jun Yong Park
Jun Yong Park (Seúl, Corea del Sur, 27 de febrero de 1991) es un artista marcial mixto surcoreano que compite en la división de peso medio de Ultimate Fighting Championship.

## Carrera de artes marciales mixtas

### Carrera temprana
Comenzando su carrera en 2013, compiló un récord de 10-3, luchando principalmente para una varias promociones regionales asiáticas, siendo su victoria más memorable contra el futuro campeón de peso wélter de Professional Fighters League, Ray Cooper III.

### Ultimate Fighting Championship
Debutó en la UFC contra Anthony Hernandez el 31 de agosto de 2019 en UFC Fight Night: Andrade vs. Zhang. Perdió el combate por sumisión en el segundo asalto.
Se enfrentó a Marc-André Barriault el 21 de diciembre de 2019 en UFC Fight Night: Ortega vs. The Korean Zombie. Ganó el combate por decisión unánime.
Se esperaba que se enfrentara a Trevin Giles el 1 de agosto de 2020 en UFC Fight Night: Brunson vs. Shahbazyan. Sin embargo, fue retirado del combate el 23 de julio debido a supuestas restricciones de viaje relacionadas con la pandemia de COVID-19.
Se enfrentó a John Phillips el 17 de octubre de 2020 en UFC Fight Night: Ortega vs. The Korean Zombie. Ganó el combate por decisión unánime. Rompió el récord de 251 golpes por tierra de Matt Riddle al conseguir 258 golpes por tierra después de 11 años.
Se enfrentó a Tafon Nchukwi el 8 de mayo de 2021 en UFC on ESPN: Rodriguez vs. Waterson. Ganó el combate por decisión mayoritaria.
Se enfrentó a Gregory Rodrigues el 23 de octubre de 2021 en UFC Fight Night: Costa vs. Vettori. Perdió el combate por KO en el segundo asalto. Este combate le valió el premio a la Pelea de la Noche.
Se enfrentó a Eryk Anders el 21 de mayo de 2022 en UFC Fight Night: Holm vs. Vieira. Ganó el combate por decisión dividida.
Se enfrentó a Joseph Holmes el 29 de octubre de 2022 en UFC Fight Night: Kattar vs. Allen. Ganó el combate por sumisión en el segundo asalto.
Park enfrentó a Denis Tiuliulin el 4 de febrero de 2023 en UFC Fight Night 218. Ganó la pelea por sumisión en el primer asalto.
Park enfrentó a continuación a Albert Duraev en UFC Fight Night: Holm vs. Bueno Silva el 15 de julio de 2023, ganando la pelea por sumisión en el segundo asalto.
Park enfrentó a André Muniz el 9 de diciembre de 2023 en UFC Fight Night 233. Perdió la pelea por decisión dividida. 10 de los 14 medios de comunicación calificaron la pelea a favor de Park.
Está previsto que Park se enfrente a Brad Tavares el 20 de julio de 2024 en UFC en ESPN 60.

## Campeonatos y logros
- Ultimate Fighting Championship
  - Pelea de la Noche (una vez) vs. Gregory Rodrigues[20]
- Yawara FC
  - Campeonato de Peso Medio de Yawara FC (una vez)[32]

## Récord en artes marciales mixtas
| Récord profesional | Récord profesional | Récord profesional |
| 23 peleas          | 17 victorias       | 6 derrotas         |
| ------------------ | ------------------ | ------------------ |
| Nocaut             | 5                  | 1                  |
| Sumisión           | 6                  | 2                  |
| Decisión           | 6                  | 3                  |

| Resultado | Récord | Oponente             | Método                                         | Evento                                                  | Fecha                   | Ronda | Tiempo | Localización      | Notas                                                                                             |
| --------- | ------ | -------------------- | ---------------------------------------------- | ------------------------------------------------------- | ----------------------- | ----- | ------ | ----------------- | ------------------------------------------------------------------------------------------------- |
|           |        | Brad Tavares         |                                                | UFC on ESPN: Lemos vs. Jandiroba                        | 20 de julio de 2024     |       |        | Las Vegas, Nevada |                                                                                                   |
| Derrota   | 17-6   | André Muniz          | Decision (Dividida)                            | UFC Fight Night: Song vs. Gutiérrez                     | 9 de diciembre de 2023  | 3     | 5:00   | Las Vegas, Nevada |                                                                                                   |
| Victoria  | 17-5   | Albert Duraev        | Sumisión técnica (estrangulamiento por detrás) | UFC on ESPN: Holm vs. Bueno Silva                       | 15 de julio de 2023     | 2     | 4:45   | Las Vegas, Nevada |                                                                                                   |
| Victoria  | 16-5   | Denis Tiuliulin      | Sumisión técnica (estrangulamiento por detrás) | UFC Fight Night: Lewis vs. Spivak                       | 4 de febrero de 2023    | 1     | 4:05   | Las Vegas, Nevada |                                                                                                   |
| Victoria  | 15-5   | Joseph Holmes        | Sumisión (estrangulamiento por detrás)         | UFC Fight Night: Kattar vs. Allen                       | 29 de octubre de 2022   | 2     | 3:04   | Las Vegas, Nevada |                                                                                                   |
| Victoria  | 14-5   | Eryk Anders          | Decisión (dividida)                            | UFC Fight Night: Holm vs. Vieira                        | 21 de mayo de 2022      | 3     | 5:00   | Las Vegas, Nevada |                                                                                                   |
| Derrota   | 13-5   | Gregory Rodrigues    | KO (puñetazos)                                 | UFC Fight Night: Costa vs. Vettori                      | 23 de octubre de 2021   | 2     | 3:13   | Las Vegas, Nevada | Pelea de la Noche.                                                                                |
| Victoria  | 13-4   | Tafon Nchukwi        | Decisión (mayoritaria)                         | UFC on ESPN: Rodriguez vs. Waterson                     | 8 de mayo de 2021       | 3     | 5:00   | Las Vegas, Nevada | A Nchukwi se le descontó un punto en el segundo asalto debido a los repetidos golpes en la ingle. |
| Victoria  | 12-4   | John Phillips        | Decisión (unánime)                             | UFC Fight Night: Ortega vs. The Korean Zombie           | 17 de octubre de 2020   | 3     | 5:00   | Abu Dhabi         |                                                                                                   |
| Victoria  | 11-4   | Marc-André Barriault | Decisión (unánime)                             | UFC Fight Night: Edgar vs. The Korean Zombie            | 21 de diciembre de 2019 | 3     | 5:00   | Busan             |                                                                                                   |
| Derrota   | 10-4   | Anthony Hernandez    | Sumisión (estrangulamiento de anaconda)        | UFC Fight Night: Andrade vs. Zhang                      | 31 de agosto de 2019    | 2     | 4:39   | Shenzhen          |                                                                                                   |
| Victoria  | 10-3   | Matvey Ivanenko      | TKO (puñetazos)                                | Real Fight: Double Impact                               | 8 de diciembre de 2018  | 3     | 0:58   | Jabárovsk         | Ganó el Campeonato de Peso Medio de Yawara FC.                                                    |
| Victoria  | 9-3    | Glenn Sparv          | Decisión (unánime)                             | RFC Way of the Dragon 2: Taiwan Pro Combat Championship | 7 de julio de 2018      | 3     | 5:00   | Taipéi            | Regreso al peso medio.                                                                            |
| Victoria  | 8-3    | John Vake            | TKO (puñetazos)                                | Hex Fight Series 13                                     | 23 de marzo de 2018     | 2     | 1:33   | Melbourne         |                                                                                                   |
| Victoria  | 7-3    | Koji Shikuwa         | TKO (puñetazos)                                | HEAT 41                                                 | 23 de diciembre de 2017 | 3     | 1:57   | Nagoya            | Combate de peso medio.                                                                            |
| Victoria  | 6-3    | Se Yoon Jung         | Sumisión (estrangulamiento por detrás)         | TFC 15                                                  | 22 de julio de 2017     | 1     | 2:25   | Seúl              |                                                                                                   |
| Victoria  | 5-3    | Ray Cooper III       | Sumisión (estrangulamiento de anaconda)        | Pacific Xtreme Combat 56                                | 25 de marzo de 2017     | 1     | N/A    | Agaña             |                                                                                                   |
| Victoria  | 4-3    | Grigoriy Sirenko     | Sumisión (estrangulamiento por detrás)         | MFP 204: Cup Of Vladivostok 2016                        | 5 de noviembre de 2016  | 1     | 2:23   | Vladivostok       | Combate de peso acordado (176 libras).                                                            |
| Derrota   | 3-3    | Shavkat Rakhmonov    | Sumisión (estrangulamiento por detrás)         | Battle of Nomads 9                                      | 7 de agosto de 2016     | 2     | 1:51   | Hwasun-gun        | Combate de peso acordado (176 libras).                                                            |
| Victoria  | 3-2    | Oleg Olenichev       | TKO (retiro)                                   | Art of War 16: Return of the King                       | 16 de enero de 2016     | 1     | 10:00  | Pekín             |                                                                                                   |
| Derrota   | 2-2    | Sung Won Son         | Decisión (dividida)                            | Top FC 9: Battle of Incheon                             | 24 de octubre de 2015   | 3     | 5:00   | Incheon           |                                                                                                   |
| Victoria  | 2-1    | Jae Woong Kim        | KO (rodillazo)                                 | Top FC 6: Unbreakable Dream                             | 5 de abril de 2015      | 2     | 0:00   | Seúl              | Combate de peso medio.                                                                            |
| Victoria  | 1-1    | Yul Kim              | Decisión (unánime)                             | Top FC 5: Busan                                         | 7 de febrero de 2015    | 3     | 5:00   | Busan             | Debut en el peso wélter.                                                                          |
| Derrota   | 0-1    | Jae Young Kim        | Decisión (unánime)                             | Top FC: National League 1                               | 8 de diciembre de 2013  | 2     | 5:00   | Seúl              | Debut en el peso medio.                                                                           |